# Corinne Bonuglia
Corinne Bonuglia (Roma, 7 settembre 1973) è una ballerina e attrice teatrale italiana.

## Biografia
Nata a Roma nel 1973 in una famiglia italo-francese, dopo gli studi in danza classica e modern-jazz fu prima ballerina nel 1992 della Compagnia Italiana Danza Contemporanea di Renato Greco e Maria Teresa Dal Medico e partecipò a varie tournée sia in Italia che in Egitto.
Pippo Baudo la lanciò in televisione su Rai 1 a ottobre 1994, come prima ballerina nel suo varietà Numero Uno.
Negli anni seguenti fu all'estero, con analogo ruolo artistico, nelle edizioni portoghesi di Luna Park e Numero Uno (Número Um) su SIC e tornata in Italia, ancora per la Rai, nell'edizione della primavera 1997 di Fantastica italiana.
Terminata l'esperienza televisiva tornò al teatro come attrice e ballerina di musical, con partecipazioni in produzioni di rilievo quali A Chorus Line di Kirkwood e Dante, messo in scena in italiano nel 1998 da Saverio Marconi, una riedizione di Un mandarino per Teo di Garinei e Giovannini in scena tra il 1998 e il 2000 per la regia di Gino Landi.
Sempre a teatro, è coprotagonista di Taxi a due piazze con Gianluca Guidi e Maria Laura Baccarini, nelle tre stagioni 2001/02, 2002/03 e 2004/05, con la regia di Gigi Proietti, e nella successiva messa in scena con la regia dello stesso Guidi nella stagione 2008/09.
Figura nel musical ispirato a Il giornalino di Gian Burrasca (2006, adattamento di Marco Daverio e regia di Bruno Fornasari).
Nel 2007 è Sabrina Fairchild nell'adattamento teatrale di Sabrina, insieme a Corrado Tedeschi, per la regia di Massimo Natale.
È poi protagonista, ancora una volta insieme a Tedeschi, del Don Giovanni e le sue donne, adattamento del Don Giovanni ad opera di Tinto Brass per la regia di Beppe Arena, messo in scena in occasione del Festival di Mezza Estate 2009 di Cremona.